# České státní právo

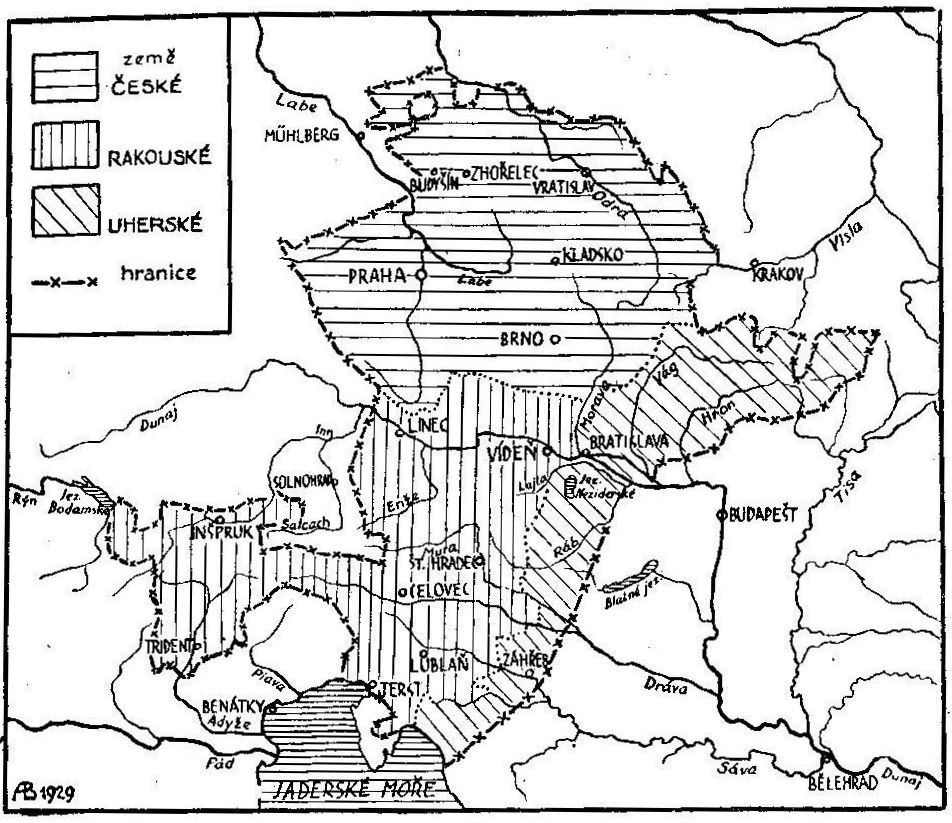
Habsburská monarchie v 16. století

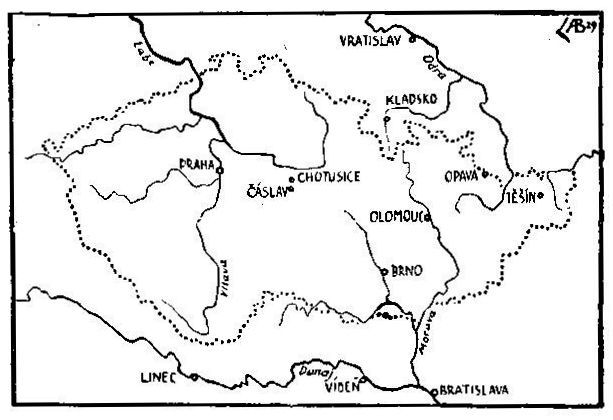
Země Koruny české od poloviny 18. století do konce první světové války

České státní právo byl český politický program v Habsburské monarchii, Rakouském císařství a Rakousko-Uhersku od konce 18. století. Vycházel z koncepce nepřerušené právní existence českého státu v rámci Habsburské monarchie (do roku 1804), Rakouského císařství (do roku 1867) a Rakousko-Uherska. Usiloval o obnovení spojení zemí Koruny české do samosprávného celku a požadoval rovnost češtiny s němčinou na celém území českých zemí.
Vznikl v opozici k tereziánským a josefinským reformám, v jejichž důsledku se Habsburská monarchie stala územím s jednotnou správou a tři české země (Čechy, Morava a zbytek Slezska, neodstoupený po prohraných válkách Prusku) ztratily politickou souvislost a byly spravovány zcela odděleně, jako od sebe navzájem odlišné korunní země, z Vídně.
Program českého státního práva byl zastáván českou šlechtou v opozici proti absolutistickému centralismu a stal se důležitým tématem českého národního obrození.

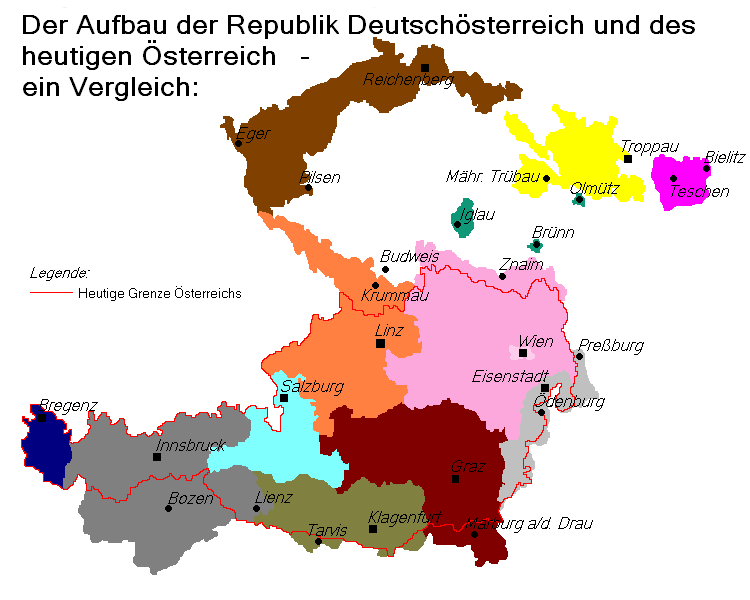
Územní nároky republiky Německé Rakousko

Územní nároky Polska, vznesené na pařížské mírové konferenci

V opozici proti programu českého státního práva stáli čeští Němci, kteří se nechtěli stát národnostní menšinou v českém státě a kteří proti programu českého státního práva stavěli požadavek na etnické rozdělení českých zemí na německou a českou část. Na zemské úrovni se tento odpor projevoval zejména ve Slezsku (s německou většinou obyvatelstva), ale i na Moravě (s českou většinou obyvatelstva, ale národnostně neuvědomělou, a s německou většinou na zemském sněmu).

## České státní právo po první světové válce
Po skončení první světové války předlitavští Němci vyhlásili republiku Německé Rakousko, Sudetští Němci vyhlásili připojení k tomuto státu a odmítli být součástí Československa. Československo Sudety obsadilo a na pařížské mírové konferenci české historické hranice vůči Německému Rakousku obhájilo. Naopak se Československu podařilo ještě získat malou část Pruského Slezska (Hlučínsko) a Dolních Rakous (západní Vitorazsko, Valticko a Dyjský trojúhelník, tzv. České Rakousy).
Historické hranice se nepodařilo obhájit ve vztahu k Polsku, které si činilo nárok na větší část Těšínska. Po krátkém vojenském střetnutí a Polskem odmítnutém plebiscitu došlo k rozdělení Těšínska mezinárodní arbitráží a menší část připadla Polsku.